# Kyffhäusers voetbalkampioenschap 1928/29
In 1928/29 werd het twaalfde Kyffhäusers voetbalkampioenschap gespeeld, dat georganiseerd werd door de Midden-Duitse voetbalbond. SpVgg Preußen 1905 Nordhausen werd kampioen en plaatste voor de Midden-Duitse eindronde. De club verloor meteen van SpVgg 02 Erfurt.
FC Preußen Hettstedt speelde vorig jaar in de Gauliga Elbe-Bode en wisselde voor dit seizoen naar de Gauliga Kyffhäuser, echter trok de club zich voor de competitiestart terug. 

## Gauliga
| Plaats | Club                          | Wed. | W  | G | V | Saldo | Ptn.  |
| ------ | ----------------------------- | ---- | -- | - | - | ----- | ----- |
| 1.     | SpVgg Preußen 1905 Nordhausen | 14   | 10 | 3 | 1 | 42:27 | 23:5  |
| 2.     | VfB 1909 Eisleben             | 14   | 11 | 0 | 3 | 47:19 | 22:6  |
| 3.     | SV Wacker 1905 Nordhausen     | 14   | 8  | 2 | 4 | 57:27 | 18:10 |
| 4.     | VfB 1906 Sangerhausen         | 14   | 6  | 1 | 7 | 37:40 | 13:15 |
| 5.     | SpVgg 1919 Eisleben           | 14   | 6  | 1 | 7 | 27:36 | 13:15 |
| 6.     | BSC 1907 Sangerhausen         | 14   | 3  | 2 | 9 | 28:34 | 8:20  |
| 7.     | SpVgg Helbra                  | 14   | 3  | 2 | 9 | 25:46 | 8:20  |
| 8.     | SpVgg Leimbach-Mansfeld       | 14   | 2  | 3 | 9 | 20:54 | 7:21  |

|  | Kampioen, geplaatst voor Midden-Duitse eindronde |
|  | Degradatie                                       |